# Дульзон, Андрей Петрович
Андре́й Петро́вич Дульзо́н (нем. Andreas Dulson; 27 января [8 февраля] 1900, село Прайс, Самарская губерния — 15 января 1973, Томск) — советский лингвист, этнограф и археолог, доктор филологических наук (1940), профессор, исследователь языков и культуры коренных народов Сибири.
Труды по языку поволжских немцев, немецкой диалектологии, методике преподавания немецкого языка, индоевропеистике, позднее — по языкам, культуре и истории коренных народов Сибири (в том числе кетскому, селькупскому, тюркским), топонимике Сибири.

## Биография
Родился в селе Прайс Новоузенского уезда Самарской губернии (ныне село Краснополье Ровенского района Саратовской области) в большой крестьянской семье. Родители — Пётр и Маргарита Дульзон, поволжские немцы-колонисты.
В родном селе получил начальное образование, которое продолжил в мужской гимназии Екатериненштадта (ныне — Маркс Саратовской области). Уже в гимназические годы в Андрее зародилась любовь к изучению языков: он с увлечением изучал греческий и латинский языки, интересовался сравнительной грамматикой индоевропейских языков, приобрёл грамматику разговорного китайского языка.
В молодости увлекался также археологией (интерес к которой сохранил до конца жизни), участвовал в качестве чернорабочего в раскопках скифских курганов.
По окончании шести классов гимназии А. П. Дульзон стал учиться заочно. В это время он работал в области народного образования: преподавал в начальных школах Саратовской губернии, заведовал детским домом (с 1917 года — учитель Краснопольской двухклассной школы; в 1918−1924 годах — внешкольный инструктор Ровненского уездного отдела народного образования по краеведению; школьный инструктор Приваленского района; заведующий Краснопольским детским домом; учитель Ровненской 7-летней школы).
В 1924 году А. П. Дульзон поступил на физико-математический факультет Саратовского университета, но вскоре перевёлся на филологический факультет, где под руководством профессора Г. Г. Дингеса специализировался в области украинской диалектологии. Во время обучения в университете А. П. Дульзон одновременно был учителем рабфака при этом университете (1925—1929 гг.). Университет окончил в 1929 году; в 1929—1934 годах работал доцентом Немецкого агропедагогического института в Энгельсе, преподавая немецкий язык.
С середины 1920-х годов интенсивно занимался немецкой диалектологией. В 1931 году А. П. Дульзон поступил в аспирантуру при Московском научно-исследовательском институте языкознания по профилю «германское языкознание», где слушал лекции выдающихся языковедов: Н. Я. Марра, Н. Н. Дурново, М. Н. Петерсона, Р. О. Шор, А. М. Селищева, Р. И. Аванесова, А. И. Смирницкого, идеи которых повлияли во многом на научный рост молодого учёного. В 1934 году подготовил кандидатскую диссертацию по теме «Альт-Урбахский диалект» (защита состоялась лишь в 1938 году), а в 1940 году защитил докторскую диссертацию («Проблема смешения диалектов по материалам говора села Прайс»). В 1934 году получил должность профессора Саратовского педагогического института, став заведующим кафедрой германской филологии и общего языкознания, а в 1940 года был утверждён в учёном звании профессора.
Работы Дульзона в области немецкой диалектологии были высоко оценены В. М. Жирмунским, который писал, что они «отличались не только новизной материала, но и самостоятельностью теоретического к нему подхода» и «выдвинули его в первые ряды советских германистов».
В 1934 году был арестован по обвинению в «контрреволюционной деятельности», но через год освобождён. В октябре 1941 году как этнический немец депортирован в Сибирь (при депортации была безвозвратно утрачена его диалектологическая картотека). Находился в Томске на спецучёте до 1954 года, в 1943 году был мобилизован для работы на шахте, но с 1944 года получил возможность работать в Томском педагогическом институте.
В Томске А. П. Дульзон, несмотря на тяжёлое положение ссыльного в первые 13 лет жизни в этом городе, сумел развернуть чрезвычайно плодотворную научную и преподавательскую деятельность в новой для себя области изучения коренных народов Сибири. Он был одним из инициаторов археологических раскопок сибирских курганов, организатором систематических этнографических и лингвистических экспедиций на территории Томской области и соседних регионов, а также сбора топонимических данных. Под его руководством было защищено 45 кандидатских диссертаций, создана школа полевой лингвистики, существующая до сих пор. Имя А. П. Дульзона носит кафедра-лаборатория языков народов Сибири в Томском государственном педагогическом университете.
Сын — доктор технических наук, учёный в области энергетики Альфред Дульзон.

## Вклад в науку
В научном наследии А. П. Дульзона наибольшее значение имеют его исследования по языкам народов Сибири и по топонимике Сибири.
В 1946 году А. П. Дульзон первым приступил к систематическому изучению чулымского языка. Он побывал во всех населённых пунктах, в которых тогда проживали чулымцы, дал научное описание фонетической, морфологической и лексической систем данного языка, дал характеристику его диалектов (прежде всего нижнечулымского). При изучении чулымского языка Дульзон впервые в Западной Сибири обратился к анализу топонимии как к средству решения этнолингвистических и исторических вопросов. Созданная под его руководством картотека топонимов Западной Сибири насчитывала около 350 тыс. карточек.
А. П. Дульзон занимался также изучением самодийских языков; особый научный интерес представляют его полевые исследования, проводившиеся в 1952—1955 годах среди селькупов Молчановского, Верхнекетского и Каргасокского районов Томской области, которые дали много весьма ценного материала по селькупскому языку. Дульзон обосновал группировку многочисленных говоров селькупского языка в пять диалектных групп, практически общепринятую в настоящее время.
Особенно выделяется монография А. П. Дульзона «Кетский язык» (1968; Государственная премия 1971 года), которая стала первым монографическим описанием кетского языка. Эта книга, по оценке В. А. Аврорина, «вобрав в себя всё ценное, что было сделано в этой области ранее, даёт нам достаточно полное представление о фонетике и морфологии кетского языка. Это первое монографическое описание одного из труднейших языков, стоящее на уровне современной науки». Имея в виду выявленные Дульзоном сходства кетского языка с баскским, северокавказскими языками, бурушаски и некоторыми языками индейцев Америки (что позднее оформилось в представление о дене-кавказской общности), академик Б. А. Рыбаков отмечал, что книга «перекинула мосты с берегов Енисея на Кавказ и на Пиренеи».
Чрезвычайно велика роль А. П. Дульзона в организации научных исследований в Томске и в создании продуктивной научной школы полевой лингвистики, известной своими высокими научными стандартами и особой тщательностью полевой работы.
Дульзон был председателем Западно-Сибирского комитета по координации научно-исследовательских работ по комплексному изучению древней истории народов Западной Сибири. Инициатор проведения трех Всесоюзных научных конференций по проблеме происхождения аборигенов Сибири и их языков (1958, 1969, 1973), член Бюро постоянной комиссии по общественным наукам СО АН СССР (с 1959). Почётный член Международного комитета по ономастическим наукам (1972), член-корреспондент Общества финноугроведения (Финляндия, 1972).

## Основные работы
Книги и брошюры
- К характеристике украинских говоров Республики Немцев Поволжья. — Покровск: Центр. бюро научн. изучен. диалектов АССР НП, 1927. — 36 с.
- Грамматика немецкого языка. Энгельс, 1934. Ч. 1-2;
- Археологическая карта Томской области. Томск, 1954;
- Очерки по грамматике кетского языка, 1. — Томск, 1964.
- Кетские сказки. — Томск, 1966.
- Кетский язык. — Томск, 1968;
- Сказки народов сибирского Севера. Томск, 1972. [Вып. 1].

Статьи
- К вопросу о создании букваря для немецких школ // Шульблат. 1927;
- Древние смены народов на территории Томской области по данным топонимики // Уч. зап. ТГПИ. — Томск, 1950. — Т. 6.
- Чулымские татары и их язык // Уч. зап. ТГПИ. — Томск, 1952. — Т. 9.
- Диалекты татар-аборигенов Томи // Уч. зап. ТГПИ. — Томск, 1956. — Т. 15.
- Тюрки Чулыма и их отношение к хакасам // Уч. зап. Хакасского научно-исследоват. ин-та языка, литературы и истории. — Абакан, 1959. — Вып. 7.
- Кетские топонимы Западной Сибири // Уч. зап. ТГПИ. — Томск, 1959. — Т. 18.
- Этнический состав древнего населения Западной Сибири по данным топонимики // Матер. XXV Междунар. конгресса востоковедов. — М., 1960.
- Былое расселение кетов по данным топонимики // Вопросы географии. 1962. Т. 68;
- Древние передвижения кетов по данным топонимики // Изв. Всесоюз. Географич. о-ва. — 1962. — № 6.
- Топонимы средней Сибири // Известия СО АН СССР. Сер. общественных наук. 1965. № 5. Вып. 2;
- Древняя языковая общность в Центральной Азии // Труды Томского гос. ун-та. — Томск, 1968. — Т. 197.
- Опыт этнической привязки топонимов субстратного происхождения // Уч. зап. Томского гос. ун-та. — Томск. — 1969. — № 75.
- Материалы по кетской диалектологии // Языки и топонимия Сибири. Томск, 1970. № 3.